# 교정강간
교정강간(矯正強姦, corrective rape)이란 어떤 사람이 그 사람의 성적 지향 또는 성정체성으로 인해 강간을 당하는 증오범죄이다. 대부분의 강간 의도는 피해자를 이성애자로 만들거나 요구되는 성역할에 순응하게 만들기 위함이라고 진술된다.
교정강간이라는 용어는 남아프리카 공화국에서 유디 시멜라네, 콜리스와 은콘야나 등 레즈비언들이 윤간, 살해당하는 사건이 빈발하면서 만들어졌다. 일부 국가는 성소수자를 보호하는 법률을 가지고 있으나 교정강간이 묵인되는 경우가 적지 않다.
 교정강간은 레즈비언 HIV 감염의 경로 중 하나로 지적되기도 한다.

## 용어
교정강간은 가해자가 성소수자의 성정체성을 문제 삼아 피해자에게 주류적 또는 규범적 인간의 성에 따른 성역할을 강제할 목적으로 행하였다고 주장하는 강간 범죄이다. 대개의 경우 레즈비언을 대상으로 일어난다. 교정강간은 특히 동성애가 법률상 처벌 대상이 되는 국가에서 자주 일어나며 종종 친족이 동원되어 가족의 묵인 아래 이루어지기도 한다.
2000년대 남아프리카공화국에서 사건이 빈발하며 교정강간이라는 용어가 세계적으로 쓰이게 되었고 2011년 국제연합 보고서에는 "소위 교정강간"이라는 표현이 사용되었다. 2013년 후천면역결핍증후군에 관한 한 연구에서는 주로 레즈비언을 향하여 이루어지는 범죄라는 의미에서 레즈비언혐오 강간이라는 용어를 사용하였다. 그러나 피해자 대다수가 레즈비언이라 할 지라도 게이를 포함한 모든 종류의 성소수자에게 동일한 범죄가 일어날 수 있기 때문에 이들 모두를 포괄할 용어가 필요하였고>, 국제연합 산하 유엔 에이즈 합동 계획은 2015년 용어 사용 기준에서 교정이라는 말이 마치 가해자에게 무언가 합당한 이유가 있을 수 있다는 근거를 쥐어 줄 수 있다는 이유에서 동성애혐오 강간이란 용어로 대체하여 줄 것을 권고하였다.
그러나 교정강간은 언론을 통해 널리 알려진 용어로서 여전히 사용되고 있다.

## 범행 동기
교정강간은 증오범죄이다. 2000년 진행된 연구는 동성애에 대한 사회적 태도가 매우 부정적이거나 법률이 동성애를 불법화 한 사회는 경찰과 사법부가 성소수자의 권리를 소홀히 다루기 때문에 이러한 증오범죄가 일어나 기 쉽다고 밝혔다.
가해자를 비롯한 일부 사람들은 이러한 교정강간이 피해자의 성정체성을 "고칠 수 있다"고 주장한다. 이러한 주장은 성소수자에 대한 편견과 성정체성에 대한 무지로 강화 된다. 사회 정의와 인권을 위해 활동하는 세계적 비정부기구인 액션애이드가 진행한 피해자 인터뷰에서 피해자들은 가해자가 마치 자신에게 성역할을 가르치듯 행동하였다고 진술하였다. 가해자 가운데 일부는 여성혐오를 드러냈으며 쇼비나즘을 바탕에 둔 행동을 보이기도 하였다. 여성 피해자들은 가해자가 "너희가 왜 잘못되었는 지 보여주겠다"고 하는 말을 들었고 남성 피해자의 경우 "제대로 된 포지션을 취할 물건은 어딨냐?"라는 식의 말을 들었다.
동성애를 죄악으로 보거나 불법으로 처벌하는 국가에서는 동성애를 존재 자체로 보지 않고 교정의 대상으로 보는 사회적 태도가 있다. 동성애는 데이비드 흄이 말한 존재-당위 문제의 논쟁 대상이 되거나 본성 대 양육 논쟁의 대상이 된다. 한편 과학계와 의학계는 한 때 동성대를 질병으로 대하는 경향을 보였으나 오늘날에는 그저 생물학적 환경적 결과로서 파악하고 있다. 그러나 여전히 많은 사람들이 성소수자의 정체성을 환경에 의해 형성된 것일 뿐이라고 믿는다. 이 때문에 성정체성을 변화시킬 수 있다고 즉 "고칠 수" 있다고 믿는 경향이 있다. 이렇게 동성애를 양육의 문제로 취급하면 부모가 오히려 성폭력에 가담하는 행동을 보이는 사례가 발생한다.
동성애를 비롯한 성소수자의 성정체성이 어떻게 형성되었든 그리고 범행의 동기가 무엇이건 상관없이 당사자의 의지에 반하여 일으키는 성폭력은 피해자에게 심각한 피해를 입히고 큰 후유증을 남기는 범죄이다. 그리고 이러한 증오범죄는 동성애혐오가 만연한 지역에서 발생되기 쉽다.

## 상호교차성
교정강간과 같은 증오범죄는 단일한 원인이 아닌 상호교차성을 보이는 다양한 억압과 차별에 의해 발생한다. 남아프리카공화국에서 빈번하게 발생한 흑인 레즈비언에 대한 교정강간의 경우 성 차별, 인종 차별, 계급 차별 등과 같은 것들이 복합적으로 나타난 결과이다. 2008년 성소수자 활동 단체인 트라이앵글은 흑인 레즈비언이 성폭력을 당하는 빈도는 백인 레즈비언에 비해 두 배에 달한다고 밝혔다. 이는 교정강간이 단순히 개인적 신념에 의해 일어나는 증오범죄가 아니라 사회적으로 교차되는 많은 편견과 차별이 서로 영향을 주며 구조화 된 결과임을 보여준다. 교정강간의 가해자들은 피해자를 "치료"한다고 주장하지만 이들이 고르는 대상은 많은 경우 사회적 지위가 낮고 인종적으로 차별받는 여성이다.

## 피해
교정강간을 비롯한 폭력은 피해자에게 물리적 외상과 심적외상을 남긴다. 물리적 외상으로는 신체의 영구적 장애를 비롯한 다양한 부상이 있을 수 있고 원치않는 임신을 할 수도 있다. 또한 피해자가 이를 견디지 못하고 자살을 하는 경우도 있다. 교정강간은 레즈비언이 HIV 바이러스에 노출되는 경로가 되기도 한다. 남아프리카공화국의 레즈비언 가운데 HIV 양성은 10%로 보고 되고 있으며 이들의 감염 경로는 대부분 교정강간이다. HIV 바이러스는 남아프리카공화국에서 풍토병이고 교육 정도가 낮은 사람들이 많아 동성애혐오도 만연한 상황이다. 또한 법률마저 동성애 차별적인 요소가 많아 성소수자의 건강에 악영향을 미친다.
심적외상 역시 피해가 크다. 남아프리카나 인도와 같이 동성애에 대한 사회적 태도가 매우 부정적인 곳에서는 피해자가 자신의 피해를 호소할 방법조차 마땅치가 않다. 남아프리카공화국의 경우 2008년에서 2018년의 10년 사이 빈번하게 레즈비언이라는 이유로 여성이 살해되는 경우가 빈번하였다. 이 때문에 남아프리카공화국의 성소수자 커뮤니티는 폭력을 당했더라도 이를 밝히지 못하는 경우가 많다. 게다가 살아남은 피해자는 자신이 여성이고 흑인이고 성소수자라는 이유로 삼중의 차별을 당한다. 이러한 환경은 레즈비언에 대한 교정강간이 보다 쉽게 일어날 수 있는 조건이 되어 악순환된다. 피해자는 우울증, 불안장애, 외상 후 스트레스 장애 등을 겪는다. 사회의 부정적 태도와 빈약한 지원 체계 때문에 피해자는 심적외상에 대한 적절한 치료를 받기 힘들고 스스로 감내하는 경우가 흔하다.

## 현황
교정강간은 전세계에 걸쳐 보고 되고 있다. 에콰도르,
아이티,
인도, 자메이카,
케냐,
키르기스스탄,
네덜란드,
나이지리아,,
페루,
남아프리카공화국,
태국,
우간다,
우크라이나,
영국,
미국,
짐바브웨
등에서 사례가 보고되었다.

### 인도
인도에서는 부모가 자식의 성정체성 교정을 위한다는 명목으로 가해에 가담한다. 인도는 동성애를 가문의 수치로 여기는 태도가 만연해 있기 때문에 레즈비언이 교정강간의 피해자가 되는 경우가 빈번하다. 2014년 텔랑가나주의 범죄 통계에 나타난 5년간 교정강간은 15건 이었다. 인도에서 성폭력 신고율은 10%를 밑돌기 때문에 실제 범죄는 이 보다 클 것으로 추정된다.

### 남아프리카공화국
남아프리카공화국은 여성 차별이 심하고 여성에 대한 폭력도 빈번하다. 여성의 동의 없는 성행위나 성폭력 또한 자주 일어난다. 강간 사건이 매 26초 마다 1 명 꼴로 일어난다는 보고가 있다. 이런 상황에서 피해자가 레즈비언이라는 점은 강간의 이유를 만들어주는 요소가 되어 가해자는 자신의 범죄 원인이 피해자에게 있다고 주장한다. "진짜 여자"가 되는 법을 가르쳐 주려고 했다는 식의 진술이 그것이다. 여성 차별로 여성의 경제적 지위가 낮고 성적 자기결정권을 주장하기 어렵기 때문에 가난한 흑인 여성은 성폭력에 희생되기 쉽다. 그에 더해 피해자가 레즈비언일 경우 사회적 차별마저 감수해야 한다.
2000년 남아프리카공화국 의회는 성별, 인종, 성정체성 등을 이유로 다른 사람을 차별할 수 없다는 차별금지법을 제정하였지만 성소수자에 대한 차별로 법정에 서는 경우는 드물다. 이 때문에 일반적인 강간마저 제대로 보고되지 않는 상황에서 성수자에 대한 교정강간 범죄가 이슈로 떠오르는 사례는 매우 드물다. 2009년 보고서는 1998년 이후 레즈비언이 살해된 31건 가운데 유죄 판결을 받은 건은 단지 한 건 뿐이라고 밝혔다.
이러한 환경은 레즈비언에 대한 교정강간이 빈번하게 발생하는 온상이 되었다. 남아프리카공화국의 비정부기구인 룰레키 시즈웨는 1 주일 사이에 10건의 교정강간이 발상한 사례를 보고하였다. 2008년 트라이앵글의 보고서는 웨스턴케이프주에서 레즈비언에 대한 강간의 연간 발생 수가 500 건이 되어 많은 여성이 성폭력의 공포 속에 살고 있다고 밝혔다. 교정강간 범죄는 대부분 여성을 대상으로 발생하지만 남성 피해자도 보고 되고 있다.
2007년 7월 남아프리카공화국의 대표적인 레즈비언 활동가 시자켈레 시카사와 그의 동반자 살로메 마수아는 강간과 고문 끝에 살해되었다. 시카사와 마수아는 처형되듯 살해 되었는데 이 사건은 남아프리카공화국의 레즈비언혐오에 의한 대표적인 증오범죄로 세계에 알려졌다. 이 소식이 세계를 경악하게 하는 사이 그 해 여름 남아프리카공화국에서는 다른 두 쌍의 레즈비언 동반자들이 추가로 살해되었다. 2008년 남아프리카 공화국 여자 축구 국가대표팀의 축구선수 유디 시멜라네가 31세의 나이로 강간 당한 뒤 살해되었다. 그는 생전에 커밍아웃을 하고 레즈비언 인권을 지지해 왔다. 시말라레는 유명한 축구선수였고 그의 죽음을 보도한 언론들은 이 범죄를 "교정강간"이라 부르게 되었다.
세계적인 비난에도 불구하고 남아프리카공화국에서 레즈비언에 대한 교정강간과 살해는 이후로도 계속하여 발생하고 있다.

## 대응
2011년 남아프리카공화국의 레즈비언 밀리센트 가이카에 대한 교정강간 폭력은 세계적인 공분을 불러와 국제 서명운동이 일어나게 되었다. 액션애이드는 성소수자에 대한 성폭력 방지를 위해 세계 여러 곳의 비정부기구와 연대하는 캠페인을 벌이기도 하였다.
남아프리카공화국의 인권운동가 느두미에 푼다는 교정강간의 방지를 위한 캠패인을 벌였다. 2014년 푼다는 정부로부터 증오범죄 방지를 위한 입법을 약속받았다.

## 같이 보기
- 증오범죄
- 동성애혐오